# Гиберния (персонификация)

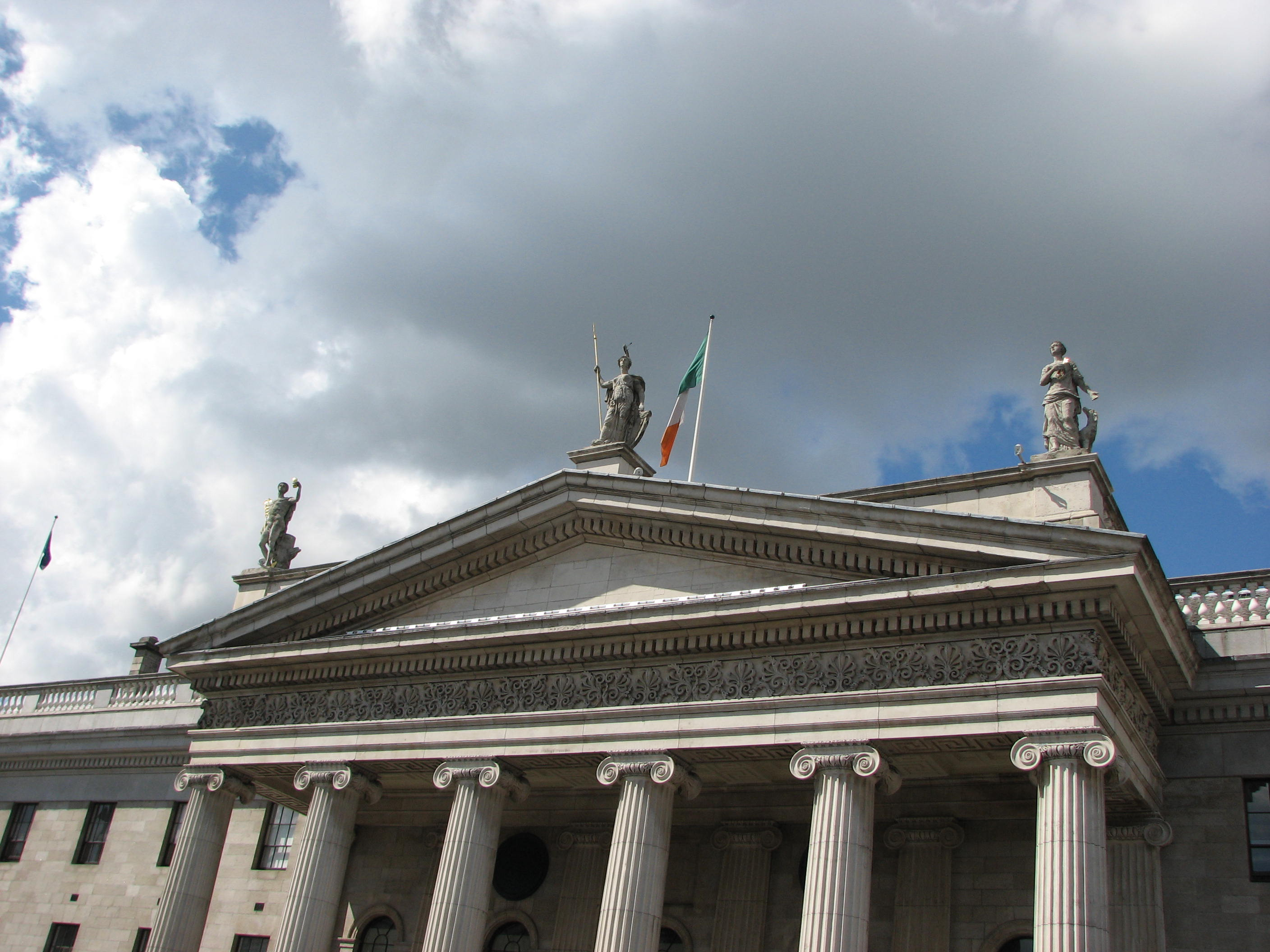
Статуя Гибернии на фронтоне главпочтамта Дублина (в центре)

Гиберния (англ. Hibernia) — персонифицированный национальный образ Ирландии.

## История
Название происходит от древнеримского названия Ирландии. Гиберния является одним из символов — персонализированных образов Ирландии, наряду с Эриу, эпонимной богиней Ирландии и Кэтлин — героиней пьесы У. Б. Йейтса «Кэтлин, дочь Холиэна». Этот образ начал активно использоваться в XIX веке, по мере роста националистических настроений в Ирландии, развития гэльского возрождения и национально-освободительного движения. Статуя Гибернии с копьём и арфой в руках украшает фронтон здания главпочтамта Дублина.
Британские издания, враждебно настроенные к проявлениям ирландского национализма, в частности, журнал Панч, вели своего рода «войну карикатур», изображая Гибернию как «младшую сестру Британии» — хрупкую, уязвимую девушку, которой угрожают ирландские революционные организации вроде фениев или Ирландской национальной земельной лиги, неизменно изображавшиеся англичанами в виде свирепых монстров, и беззащитная Гиберния вынуждена обращаться за помощью к Великобритании. Многие подобные рисунки созданы карикатуристом Джоном Тенниелом, более известным как иллюстратор «Алисы в стране чудес» Л. Кэрролла.
Ирландские националистические издания (в частности, «Земельная лига» и United Ireland Ч. Парнелла), в свою очередь, поначалу тоже использовали образ Гибернии. Например, после смерти известного националиста Эдмунда Грея в 1888 году в United Ireland был помещён рисунок, изображавший скорбящую Гибернию возле бюста Грея как символ национального траура. Впоследствии образу Гибернии для персонификации ирландской нации предпочли образы Эриу и Кэтлин. Термины «Гиберния» и «Гибернианский» стали использоваться для других целей, например в названии ирландского католического братства — Древнего Ордена Гибернианцев.